# 電通PRコンサルティング
株式会社電通PRコンサルティング（でんつうピーアールコンサルティング、英文名称Dentsu Pr Consluting  inc.）は、電通グループのPR会社。共同ピーアール・プラップジャパンと並ぶ日本の三大PR会社の一角を占める。

## 沿革
- 1961年9月20日 - 当時の電通社長の吉田秀雄と、初代社長となる永田久光により株式会社電通PRセンター創立
- 1996年 - 株式会社電通パブリックリレーションズに社名変更
- 2021年 - 株式会社電通PRコンサルティングに社名変更

## 事業
- 戦略PR
- 商品プロモーション
- PRイベントの実施、PRツールの制作
- マスメディアのパブリシティに向けたアプローチ
- 広告効果の測定
- リスクマネジメント・コンプライアンス対応
- メディアトレーニング
- ソーシャルメディア活用支援
- 広報活動に係るコンサルティング
- 大学・自治体広報、海外向け広報